# Ozero P'yankovo (saltsjö i Kazakstan)
Ozero P'yankovo är en saltsjö i Kazakstan. Den ligger i den norra delen av landet, 500 km nordväst om huvudstaden Astana. Arean är 3,7 kvadratkilometer.